# Jiří Jilík
Jiří Jilík (* 16. listopadu 1945 Praha) je český novinář, publicista, spisovatel a folklorista zabývající se Slováckem.

## Život
Narodil se v Praze, dětství prožil na Slovácku, odkud pocházel jeho otec Fanek Jilík, umělecký knihvazač a autor knížek o slováckých dětech. Vystudoval učitelství na Pedagogické fakultě a muzeologii na Filozofické fakultě v Brně. Působil jako učitel ve Vlčnově (1970–1979), poté v regionálním tisku, filmové tvorbě a muzejnictví (Slovácká jiskra, Filmové studio Gottwaldov (FSG), Malovaný kraj, Slovácké noviny, Slovácké muzeum). Žije v Uherském Hradišti.
Ve Vlčnově byl předsedou pořadatelské organizace Jízdy králů, dosud autor a moderátor pořadů Vlčnovských slavností s jízdou králů a Mezinárodní folklorní festival ve Strážnici. Spoluzakladatel Historické společnosti Starý Velehrad a Expedice Chřiby. Vydavatel regionální literatury (nakl. Veligrad). Člen Syndikátu novinářů ČR a Klubu autorů literatury faktu. Čestný občan Vlčnova (2005).

### Literární ceny
- PRO AMICIS MUSAE, cena za publicistickou a literární tvorbu, udělená Zlínským krajem, 2014
- CENA PETRA JILEMNICKÉHO, za knihu Žítkovské čarování, 2014
- PRIX NON PEREANT, hlavní cena v novinářské soutěži Média na pomoc památkám: 2003, 2006, 2013, 2016
- CENA EGONA ERVINA KISCHE, regionální sekce, za knihu Olšava ví svoje, 2013
- CENA MIROSLAVA IVANOVA, regionální sekce, za knihy Záhadná jízda králů, U Zlaté koruny, 2008, Chřiby strážci Pomoraví, 2016

## Dílo
- Povídání z kolovrátku (1982)
- Pět statečných (1995)
- Dobrodružství v klášteře velehradském (1997) *
- Primáš Jaroslav Václav Staněk (1998) *
- Léto v I-Lanu (básně) (1999)
- Supernoviny (2000)
- Pověsti a balady z Valašska, Hané a Slovácka (2003) *
- Chřiby záhadné a mytické (2002–2005) *
- Rebelové proti všednosti (2003)
- Vlčnovské vyprávěnky, (1980, 2005)
- Žítkovské bohyně (2005)
- Nezapomenutá krása (2006)
- U Zlaté koruny. Příběh lékárny a lékárníka Josefa Stancla (2007) *
- Jdu Slováckem krásným (2008)
- Říp. Putování krajinou praotce a praděda (2008)
- Z Bunče na kamínku za příběhy Chřibů (2009) *
- Jdu Slováckem krásným II (2010)
- Chřiby po hradských cestách (2011) *
- Z kraje pod Buchlovem – pohádky a pověsti (2012) *
- Olšava ví svoje (2012)
- Žítkovské čarování (2006, 2013)
- Záhadná jízda králů (2007, 2014)
- Hráli jsme s Josefem Poláchem (2014) *
- M. Eveno: Byl jsem tu s vámi rád (2014) *
- Chřiby strážci středního Pomoraví (2015) *
- Muž, který viděl démona (2017) *
- Zapomenuté příběhy slováckého Dolňácka (2018) *
- Tajemný Říp (2018) *
- Poolšavím cestou králů a špehýřů (2019) *
- Podhůřím Bílých Karpat do země bohyní a zbojníků (2023)

Poznámka: ⃰ autorství v kolektivu

### Realizované scénáře
- Jak si Jakub naposledy vystřelil. Rež. Hermína Týrlová. FSG 1984
- Pětka s hvězdičkou. Rež. Miroslav Balajka. FSG 1985
- Poklad rytíře Miloty. Rež. Evžen Sokolovský ml. FSG 1989
- Jízda králů. Rež. Rudolf Tesáček, ČST Brno 1989
- Permoník z kremnickej bane (večerníčkový seriál) rež. Ladislav Pálka, ČST Bratislava 1992
- Chřiby hory lidí a mýtů. Rež. Ivan Stříteský. SKYFILM 2006
- Terezské údolí. Rež. Ivan Stříteský. SKYFILM 2009
- Z kraje pod Buchlovem. Rež. Ivan Stříteský. SKYFILM 2012
- Lednický park vypravuje. Rež. Ivan Stříteský. SKYFILM 2012
- Z kraje Praděda a krále Ječmínka. SKYFILM 2019